# 거라오족
꺼라오족(중국어: 仡佬族; 영어: Gelao, Gelo, Klau, 베트남어: Người Cờ Lao / 𠊛旗勞, 중국조선어: 거로족)은 중국 남방과 베트남의 소수민족 중의 하나로 중국 정부에 의해 공인된 56개의 소수민족 중 22번째로 많은 민족이다. 2000년 제5회 인구조사에서 57만 9천명을 기록하였다. 아울러, 베트남에도 일부가 존재하며, 54개 소수민족 중의 하나로 1999년 인구조사에서 1,845명이 있는 것으로 확인되었다.

## 분포
구이저우성에 살고 있는 소수민족 중 97% 이상을 차지하며, 구이저우성 서북과 서남, 북부에 있는 존의시의 렌화이, 따오쩐, 우촨 그리고 안션 시의 관링, 핑페이, 서남의 바오안, 쩐펑, 칭롱, 그리고 구이양 시의 칭쩐, 비제지구의 서쪽 따팡, 지진, 진사 등에 걸쳐서 분포한다. 광시 좡족 자치구와 윈난성의 웬산 좡족 먀오족 자치주에도 넓게 분포하고 있다.

## 역사
상나라, 주나라에서 서한까지는 백복(百濮)으로, 후한에서 남북조까지는 복(濮), 요(僚)로 알려졌다. 수당대 이후부터는 갈료(葛僚)라고 민족의 이름이 변천하였다.

## 언어
거라오족은 원래 말은 있었지만, 문자는 없었다. 현재 거라오어를 말하는 사람은 거의 드물며, 대부분 중국어나 먀오어, 부의어 등으로 말을 한다.

## 전통
거라오족은 오랫동안 한족 등과 같이 섞여 살았으므로, 그들만의 독특한 습관이나 색깔은 점차 퇴보되어 없어졌다.

## 명절
거라오족은 1년에 두 번 정월을 맞이한다. 하나는 거라오족 최대의 축일인 춘절로 보통 구정월이며, 나머지 하나는 거라오족 고유의 명절로 음력 3월 3일에 웨이슈(喂樹)라고 하는 행사를 한다. 이 행사는 거라오족의 오래된 나무 숭배가 바탕에 깔려 있다.

## 같이 보기
- 중국의 민족
  - 구이저우성
- 베트남의 민족